# Ángel Bargas
Ángel Hugo Bargas (Buenos Aires, 29 de octubre de 1946) es un exfutbolista argentino que se desempeñó como defensor. Participó de la Copa Mundial de Fútbol de 1974. Es el padre del actual jugador Hugo Bargas.

## Trayectoria
Comenzó su carrera en Racing Club en 1965 y luego pasó por Chacarita Juniors en 1966. Formó parte del equipo que se consagró campeón de la Primera división en 1969.
En 1972 fue elegido Mejor Jugador del año en Argentina.
En 1972, cuando decidió ir a jugar a Europa a FC Nantes, decidió quedarse para terminar su carrera en clubes de fútbol de Francia, pasando por FC Metz en 1979, CS Louhans-Cuiseaux en 1981 y FC Le Puy en 1984.
En 1973 fue elegido Mejor Jugador Extranjero de Francia al consagrarse campeón con el FC Nantes.
En 1974 formó parte del seleccionado argentino que participó del mundial realizado en Alemania.
Se iba a retirar en 1985, pero tuvo un regreso inesperado a los 41 años y terminó retirándose con Angoulême CFC en 1988. Uno de sus hijos es un jugador profesional (Hugo Bargas).
Luego de su retiro del fútbol, se desempeñó como director técnico de clubes como Chacarita Juniors, All Boys, Atlético de Rafaela, Defensores de Belgrano y Talleres de Remedios de Escalada, Angouleme y Seressien, entre otros.

## Trayectoria internacional
Bargas jugó 30 partidos en el equipo de la selección argentina entre 1971 y 1974, marcando un gol contra la selección de Colombia durante la celebración de la Mini Copa de Brasil del 72.

### Participaciones en Copas del Mundo
| Mundial                        | Sede     | Resultado     | Partidos | Goles |
| ------------------------------ | -------- | ------------- | -------- | ----- |
| Copa Mundial de Fútbol de 1974 | Alemania | Segunda ronda | 3        | 0     |

## Logros
| Año       | Club              | Logro                      |
| --------- | ----------------- | -------------------------- |
| 1969      | Chacarita Juniors | Primera División Argentina |
| 1972-1973 | FC Nantes         | Ligue 1                    |
| 1976-1977 | FC Nantes         | Ligue 1                    |
| 1979      | FC Nantes         | Ligue 1                    |

## Clubes
| Club              | País      | Año       |
| ----------------- | --------- | --------- |
| Racing Club       | Argentina | 1965      |
| Chacarita Juniors | Argentina | 1966-1972 |
| E. A. Guingamp    | Francia   | 1972-1973 |
| FC Nantes         | Francia   | 1973-1979 |
| FC Metz           | Francia   | 1979-1981 |
| Girondins Burdeos | Francia   | 1981-1984 |
| RC Strasbourg     | Francia   | 1984-1985 |
| Bastia            | Francia   | 1985-1987 |
| Stade Rennais     | Francia   | 1987-1988 |